# Złoty Krążek (Słowacja)
Złoty Krążek (słow. Zlatý Puk) – nagroda przyznawana corocznie najlepszemu słowackiemu zawodnikowi w hokeju na lodzie.
Przed ustanowieniem Słowacji w czasie istnienia Czechosłowacji przyznawano 25 razy w latach 1969-1993 nagrodę Złoty Kij (czes. Zlatá hokejka), którą honorowano każdorazowo najłepszego zawodnika występującego w rozgrywkach o mistrzostwo Czechosłowacji.
Po podziale kraju, trofeum Złotego Kija jest przyznawane nadal w Czechach od 1994. Na Słowacji od 1994 przez trzy lata wybierano najlepszego hokeistę, a w 1998 ustanowiono nagrodę Złoty Krążek, przyznawaną w drodze ankiety. Wyróżnienie dotyczy hokeistów zarówno grających w klubach słowackiej ekstraligi o mistrzostwo kraju, jak również występujących w innych ligach, np. NHL i KHL.
Konkurs organizuje słowacka federacja hokejowa (SZLH).

## Nagrodzeni
Najczęściej nagradzany był dotychczas Marián Hossa (pięciokrotnie).
| Sezon | Zawodnik          | Klub                                      |
| ----- | ----------------- | ----------------------------------------- |
| 1994  | Oto Haščák        | Frölunda                                  |
| 1995  | Peter Šťastný     | St. Louis Blues                           |
| 1996  | Jaromír Dragan    | HC Koszyce                                |
| 1997  | Zdeno Cíger       | Slovan Bratysława                         |
| 1998  | Peter Bondra      | Washington Capitals                       |
| 1999  | Pavol Demitra     | St. Louis Blues                           |
| 2000  | Miroslav Šatan    | Buffalo Sabres                            |
| 2001  | Miroslav Šatan    | Buffalo Sabres                            |
| 2002  | Peter Bondra      | Washington Capitals                       |
| 2003  | Peter Bondra      | Washington Capitals                       |
| 2004  | Miroslav Šatan    | Buffalo Sabres                            |
| 2005  | Ľubomír Višňovský | Slovan Bratysława                         |
| 2006  | Marián Hossa      | Atlanta Thrashers                         |
| 2007  | Marián Hossa      | Atlanta Thrashers                         |
| 2008  | Marián Hossa      | Atlanta Thrashers                         |
| 2009  | Zdeno Chára       | Boston Bruins                             |
| 2010  | Marián Hossa      | Chicago Blackhawks                        |
| 2011  | Zdeno Chára       | Boston Bruins                             |
| 2012  | Zdeno Chára       | Boston Bruins                             |
| 2013  | Zdeno Chára       | Boston Bruins                             |
| 2014  | Marián Gáborík    | Columbus Blue Jackets / Los Angeles Kings |
| 2015  | Marián Hossa      | Chicago Blackhawks                        |